# Dodge Serie DH
La Serie DH è un'autovettura full-size prodotta dalla Dodge dal 1931 al 1932.

## Storia
La Serie DH, che fu introdotta nel novembre del 1930 per il model year 1931, era dotata di un motore a valvole laterali e sei cilindri in linea da 3.466 cm³ di cilindrata che sviluppava 68 CV di potenza. Il propulsore era anteriore, mentre la trazione era posteriore. Il cambio era a tre rapporti mentre la frizione era monodisco a secco. I freni erano idraulici sulle quattro ruote.
La vettura era offerta in versione torpedo quattro porte, berlina quattro porte, coupé due porte, cabriolet due porte e roadster due porte. Inoltre la vettura era disponibile anche con telaio nudo, cioè senza carrozzeria, allo scopo di dare la possibilità all'acquirente di completare la vettura dal proprio carrozziere di fiducia. Dal luglio del 1931 la potenza del motore crebbe a 74 CV.